# Astragalus curviflorus
Astragalus curviflorus är en ärtväxtart som beskrevs av Pierre Edmond Boissier. Astragalus curviflorus ingår i släktet vedlar, och familjen ärtväxter. Inga underarter finns listade i Catalogue of Life.